# Francheville, Rhône
Francheville är en kommun i departementet Rhône i regionen Auvergne-Rhône-Alpes i östra Frankrike. Kommunen ligger i kantonen Tassin-la-Demi-Lune som tillhör arrondissementet Lyon. År 2022 hade Francheville 15 664 invånare.

## Befolkningsutveckling
Antalet invånare i kommunen Francheville
| Referens: INSEE |